# Бріар (матеріал)
Бріа́р (фр. bruyère — «верес») — матеріал, що виготовляють з наростів кореню куща еріки деревоподібної (Erica arborea) родини вересові. З метою виготовлення люльок використовується нарости кущів, вік яких перевищує 40 років. Особливо цінується деревина, що росте в середземноморській зоні — такі заготовки міститимуть багато кремнієвої кислоти, що наділяє деревину жаростійкістю, міцністю та високим ступенем всмоктування вологи.

## Малюнок бріару
- англ. Straight Grains — ідеально вертикальні та рівномірно розташовані волокна
- англ. Bird’s Eyes — малюнок у вигляді «пташиного ока»
- англ. Flame — малюнок близький до англ. Straight Grain, але волокна бріару не ідеально паралельні і мають нерівномірну товщину по довжині, чим нагадує полум'я. Іноді називають «тигровим оком»
- англ. Cross Cut (англ. Cross Grain) — фактично розвернутий на 90° англ. Straight Grain, бо боках якого можна прослідкувати англ. Bird’s Eyes

## Обробка бріару
Складається з таких етапів:
- різання матеріалу — внаслідок чого утворюються плато (фр. Plateauh), які йдуть на виготовлення найдорожчих люльок, та ебаші (фр. Ebauchon), які йдуть на виготовлення більш дешевих;
- первинне сортування — внаслідок сортування до наступного етапу проходить тільки чверть первинного матеріалу, що зумовлює високу вартість бріарових люльок (та одночасно якість);
- варіння — бріарові блоки варять добу;
- сушіння — після варіння блоки переносять у вологе приміщення зі стабільною температурою. Даний етап триває близько півроку, кожні 20 діб блоки необхідно перевертати. На даному етапі втрачається близько 10 % матеріалу (в 1918 році Альфред Данхіл замінив даний етап витримкою блоків у маслах, що зберегло дорогоцінні 10 % бріару який втрачався та скоротило термін сушки, зберігши при цьому високу якість);
- вторинне сортування — деревина повторно сортується в залежності від виду малюнку та кількості дефектів.